# Houcine Anafal
Houcine Anafal (ur. 17 września 1952 w Al-Kunajtirze – zm. 22 sierpnia 2012 w Mehdyi) – marokański piłkarz grający na pozycji ofensywnego pomocnika. W swojej karierze grał w reprezentacji Maroka.

## Kariera klubowa
Swoją karierę piłkarską Anafal rozpoczął w klubie KAC Kénitra. Zadebiutował w nim w 1970 roku i grał w nim do 1974 roku. W sezonie 1972/1973 wywalczył z nim mistrzostwo Maroka. W 1974 roku przeszedł do francuskiego Stade Rennais. Zadebiutował w nim 18 października 1974 w wygranym 2:1 domowym meczu z Nîmes Olympique. Na koniec sezonu 1974/1975 spadł z nim z pierwszej do drugiej ligi francuskiej. Z kolei w sezonie 1975/1976 awansował z nim do pierwszej ligi.
Na początku 1977 roku Anafal wrócił do KAC Kénitra. W sezonie 1978/1979 został z nim wicemistrzem Maroka. W latach 1979–1981 ponownie grał w Stade Rennais na poziomie drugiej ligi. W sezonie 1981/1982 był piłkarzem drugoligowego Stade Quimpérois. W 1982 roku po raz drugi powrócił do KAC Kénitra. W sezonie 1984/1985, ostatnim w karierze, wywalczył wicemistrzostwo Maroka.

## Kariera reprezentacyjna
W reprezentacji Maroka Anafal zadebiutował w 1973 roku. W 1978 roku powołano go do kadry na Puchar Narodów Afryki 1978. W nim rozegrał dwa mecze grupowe: z Tunezją (1:1) i z Kongiem (1:0). W kadrze narodowej grał do 1985 roku.